# Krokseltjärnarna (Arvidsjaurs socken, Lappland, 726302-163507)
Krokseltjärnarna är en sjö i Arvidsjaurs kommun i Lappland och ingår i Skellefteälvens huvudavrinningsområde.